# Escif
Escif is een anonieme graffitikunstenaar uit Valencia. Hij is actief sinds 1997.
Zijn werk concentreert zich voornamelijk in de straten van Valencia, waar hij tevens zijn opleiding genoot aan de Universitat Politècnica de València. Er zijn echter wereldwijd werken van hem terug te vinden.
Hij ontwierp het hoesje van Damien Rice zijn album My Favourite Faded Fantasy. In 2015 nam hij deel aan de tijdelijke tentoonstelling Dismaland van Banksy.

## Galerij

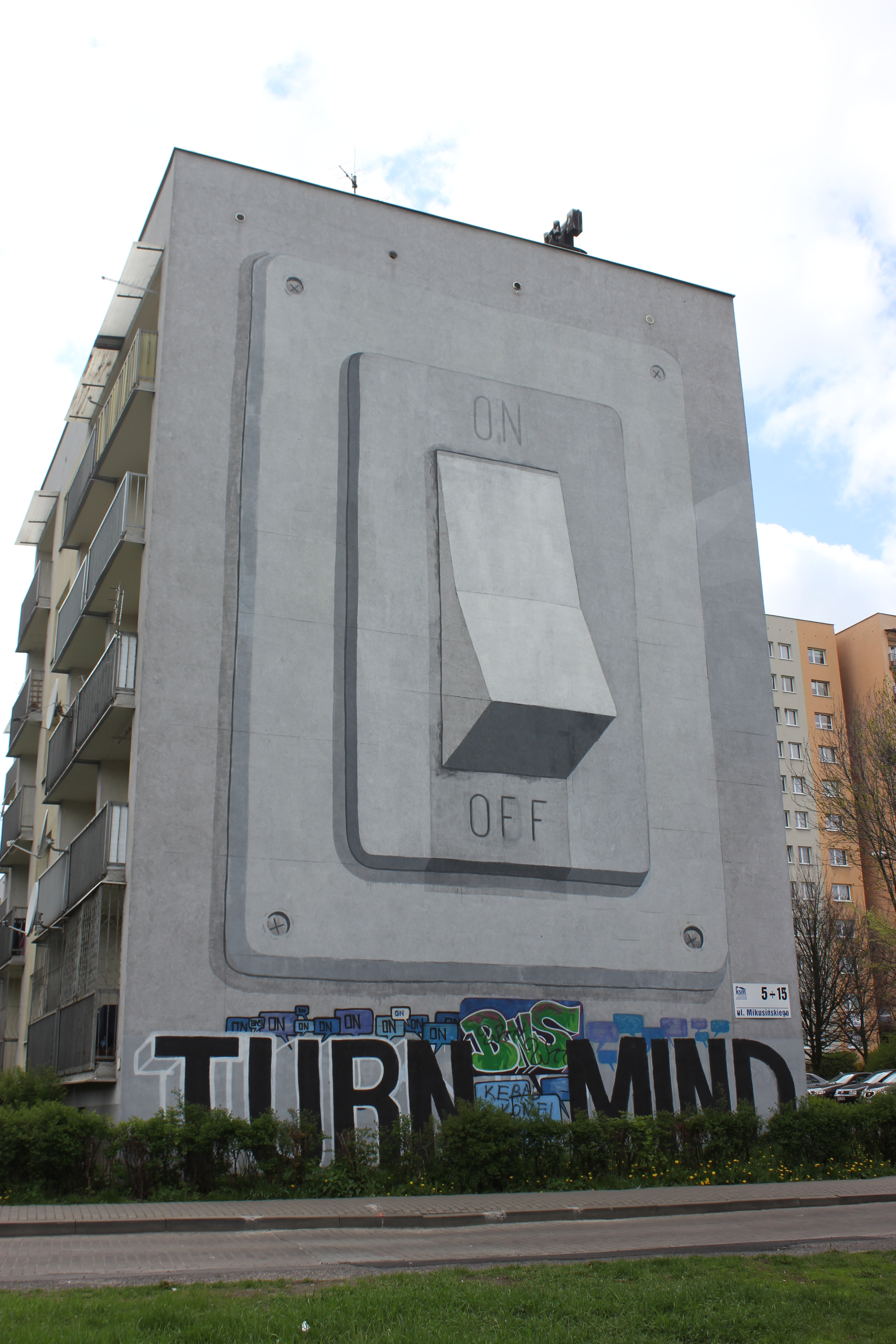
muurschildering - Katowice Straatkunstfestival 2012
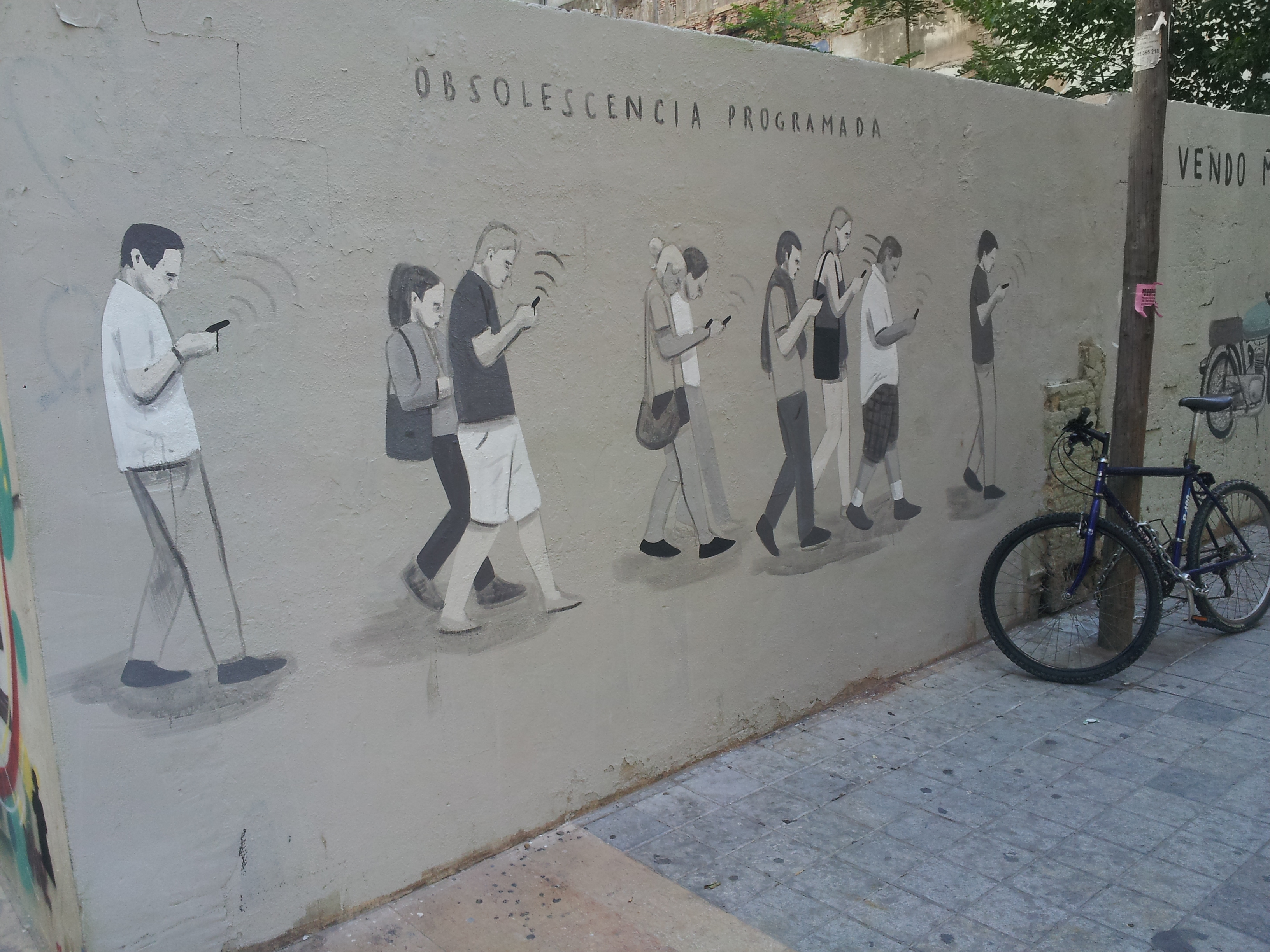
Obsolecencia Programada - Valencia
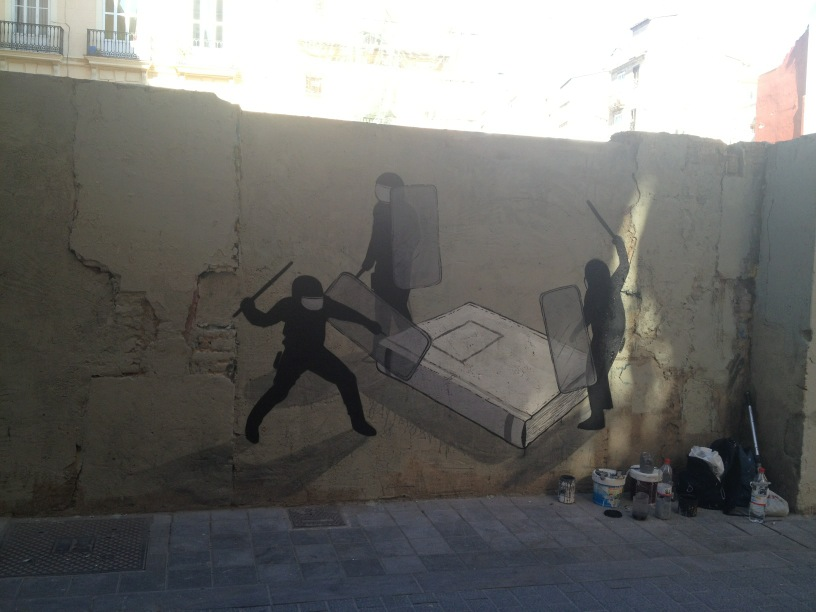
Educación Para La Ciudadanía - Valencia
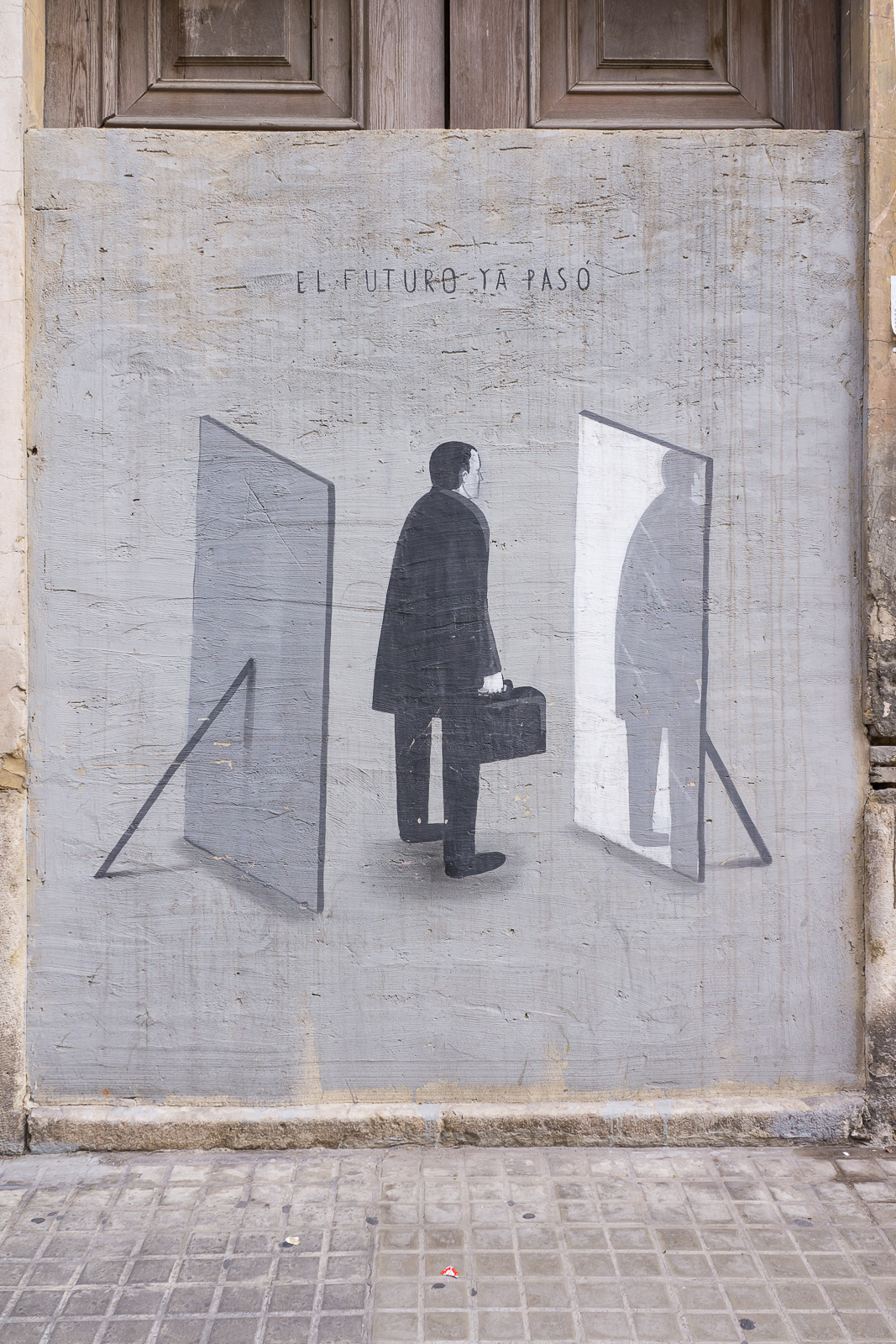
El Futuro ya pasó - Valencia

- Virtual International Authority File: 70151776786718011710